# Jang Hye-ock
Jang Hye-ock (koreanisch 장혜옥; * 9. Februar 1977) ist eine ehemalige Badmintonspielerin aus Südkorea.

## Sportliche Karriere
Jang Hye-ock gewann Gold im Damendoppel bei den Weltmeisterschaften 1995 gemeinsam mit ihrer Partnerin Gil Young-ah, wobei sie mit 18 Jahren und drei Monaten die bisher jüngste Spielerin ist, die je einen Badminton-WM-Titel erringen konnte. 1994 war sie schon bei den Asienspielen im Doppel mit Shim Eun-jung erfolgreich. Bei Olympia 1996 holte sie Silber mit Gil Young-ah. Des Weiteren siegte sie bei den All England, den Japan Open und den Swedish Open.

## Sportliche Erfolge
| Saison | Veranstaltung     | Disziplin   | Platz | Name                          |
| ------ | ----------------- | ----------- | ----- | ----------------------------- |
| 1993   | China Open        | Mixed       | 2     | Yoo Yong-sung / Jang Hye-ock  |
| 1994   | Asienspiele       | Mixed       | 2     | Kang Kyung-jin / Jang Hye-ock |
| 1994   | Asienspiele       | Damendoppel | 1     | Shim Eun-jung / Jang Hye-ock  |
| 1994   | Swedish Open      | Mixed       | 1     | Yoo Yong-sung / Jang Hye-ock  |
| 1994   | All England       | Damendoppel | 2     | Jang Hye-ock / Shim Eun-jung  |
| 1995   | China Open        | Damendoppel | 2     | Gil Young-ah / Jang Hye-ock   |
| 1995   | All England       | Damendoppel | 1     | Gil Young-ah / Jang Hye-ock   |
| 1995   | Weltmeisterschaft | Damendoppel | 1     | Gil Young-ah / Jang Hye-ock   |
| 1996   | Olympia           | Damendoppel | 2     | Gil Young-ah / Jang Hye-ock   |
| 1996   | Japan Open        | Damendoppel | 1     | Gil Young-ah / Jang Hye-ock   |
| 1997   | Swiss Open        | Damendoppel | 3     | Jang Hye-ock / Kim Shin-young |
| 1998   | Swedish Open      | Damendoppel | 1     | Jang Hye-ock / Ra Kyung-min   |
| 1998   | All England       | Damendoppel | 2     | Jang Hye-ock / Ra Kyung-min   |